# Samonas
Samonas (en griego: Σαμῶνας; 875-después de 908) fue un eunuco árabe capturado por los bizantinos y que se convirtió en uno de los más influyentes funcionarios del Imperio bizantino durante la primera mitad del siglo x. Involucrado en diversas artimañas, usó su influencia para elevar al poder a algunos de sus protegidos, entre ellos Constantino el Paflagonio, y conspiró contra miembros de la familia Ducas, que le habían traído problemas en el pasado. Sin embargo, al ser traicionado por sus compañeros, terminó cayendo en desgracia y desterrado a un monasterio.

## Biografía
Samonas era un árabe que nació alrededor del año 875 en Melitene, aparentemente en el seno de una familia distinguida (su padre fue embajador del imperio en 908). Capturado por los bizantinos, fue hecho eunuco y entró al servicio en la casa de Estiliano Zautzes, el poderoso primer ministro y suegro de León VI el Sabio. Tras la muerte de Estiliano y su hija, Zoe Zautzina, en 899, sus parientes conspiraron para derrocar a León en un intento por preservar su poder e influencia. Su conspiración, sin embargo, fue traicionada por Samonas: los miembros de la familia Zautzes fueron exiliados y privados de sus títulos y riquezas, mientras que Samonas recibió un tercio de su fortuna y entró al servicio imperial como un cubiculario.

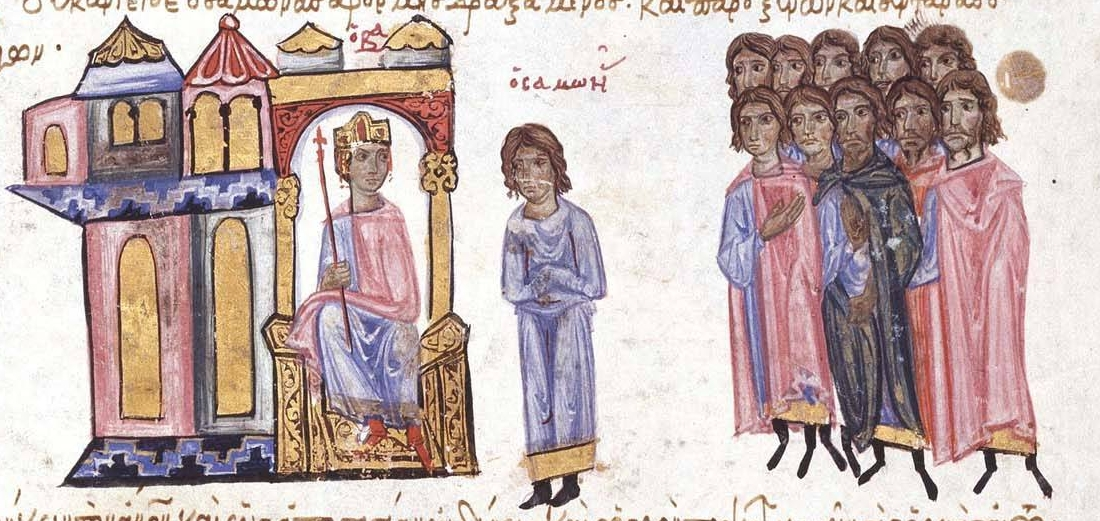
Samonas incita a León contra Andrónico Ducas. Manuscrito ilustrado del Skylitzes Matritensis.

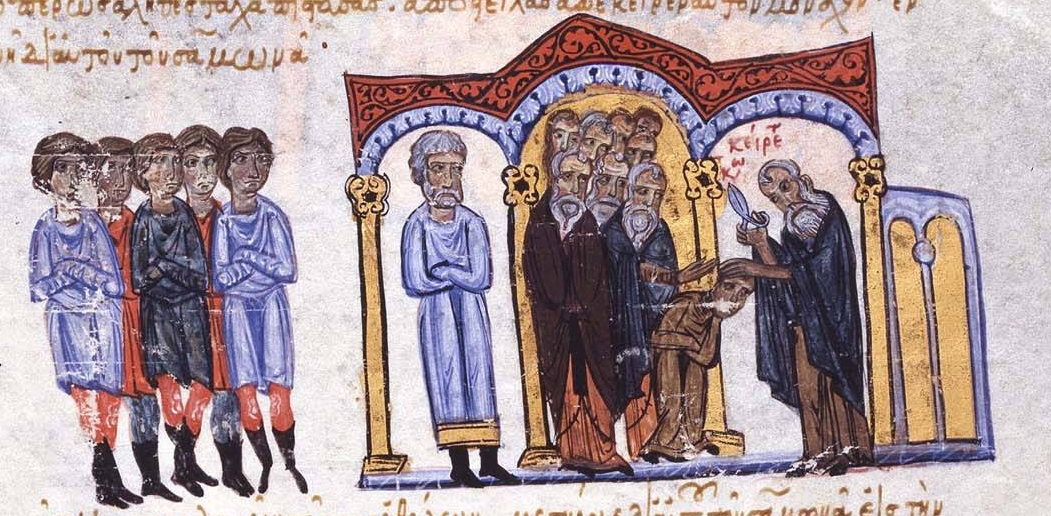
Constantino es tonsurado por orden de Samonas. Manuscrito ilustrado del Skylitzes Matritensis.

Promovido rápidamente después de su entrada en el servicio personal de León, se convirtió en protospatario en 900. Para el 903, tal vez se había convertido, en palabras de Shaun Tougher, en «la confiable mano derecha de León». Parece haber estado particularmente involucrado en temas de seguridad y espionaje, un papel destacado por varios académicos que han estudiado su biografía. En 904, sin embargo, Samonas se vio envuelto en un episodio extraño: con el pretexto de visitar un monasterio, escapó de Constantinopla y partió hacia el Este, aparentemente con la esperanza de llegar a su tierra natal. Sin embargo, se le impidió cruzar el río Halis y se refugió en un lugar sagrado. Allí, finalmente fue capturado por Constantino Ducas y llevado a juicio ante el Senado. Aunque no fue absuelto, el favor del emperador se mantuvo, lo que significa que el castigo fue de solo cuatro meses de arresto domiciliario.
Tan pronto como fue puesto en libertad, la carrera de Samonas reanudó su camino ascendente: nombrado patricio, el puesto cortesano más alto abierto a los eunucos, ascendió a protovestiario. Otra marca inusual de favor imperial ocurrió en 906, cuando Samonas fue nombrado padrino del hijo y heredero de León, Constantino VII. En 906-907, jugó un papel importante pero lúgubre en la desgracia, deserción y eventual muerte de Andrónico Ducas (padre de Constantino, quien lo encarceló en 904) y Eustacio Argiro. Al mismo tiempo, durante el prolongado enfrentamiento de León con el patriarca de Constantinopla Nicolás I el Místico sobre el cuarto matrimonio del emperador, Samonas era el principal defensor de León. Como muestra de gratitud, tal vez después de la deposición de Nicolás a principios de 907, fue ascendido al puesto de eunuco supremo de paracemomeno, vacante desde el final de reinado de Miguel III el Beodo.
Su caída, sin embargo, vendría poco después. En 907, tratando de congraciarse con la cuarta esposa de León, Zoe, le dio a su sirviente eunuco, Constantino el Paflagonio. Sin embargo, el creciente afecto de la pareja imperial por Constantino llevó a Samonas a temer por su influencia y posición. Primero afirmó que Zoe y Constantino estaban teniendo una aventura. León creyó las acusaciones y desterró a Constantino a un monasterio, pero cuando extrañó a su nuevo favorito, lo volvió a poner a su servicio. Samonas recurrió a otra táctica: con su secretario sacó un panfleto, supuestamente escrito por Constantino, que insultaba al emperador y dispuso que León lo leyera. Sus maquinaciones fracasaron debido a la traición de sus compañeros, y Samonas fue despedido, tonsurado y desterrado al monasterio de Martinacio en el verano de 908. Constantino lo sucedió como paracemomeno imperial. No se sabe nada más de él.

## Evaluación

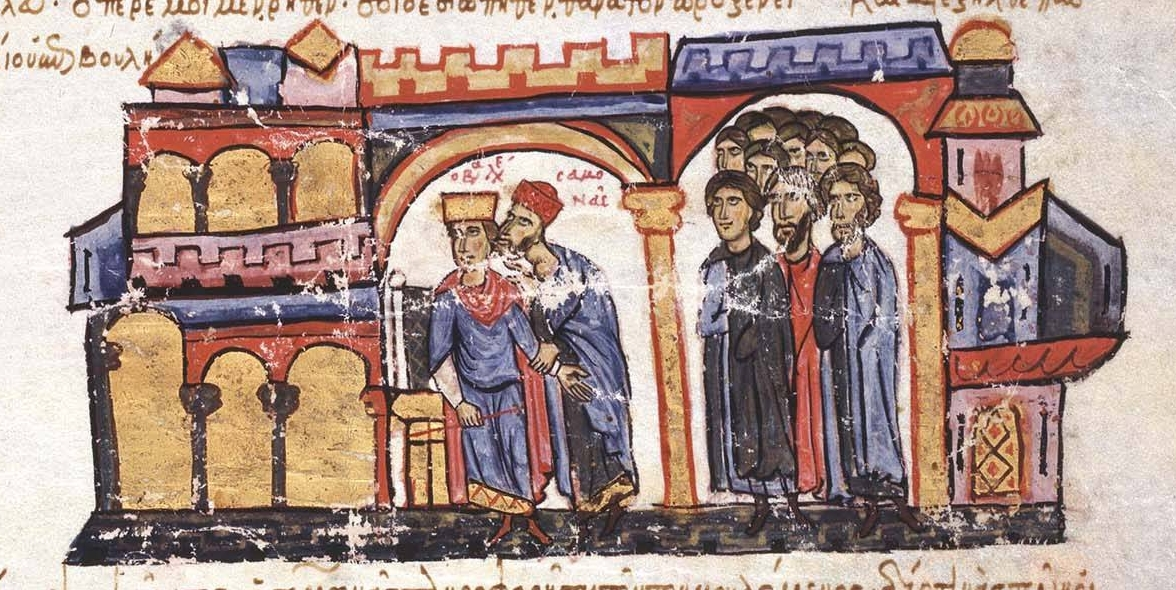
Samonas informa a León VI de un golpe de Estado en su contra. Manuscrito ilustrado del Skylitzes Matritensis.

Si los historiadores han considerado tradicionalmente que Estiliano Zautzes dominó la primera mitad del reinado de León, a menudo se señala a Samonas como la figura dominante de la segunda mitad, es decir, el período desde aproximadamente 900 hasta su propia caída en 908. En ambos casos, sin embargo, el alcance del poder y la influencia ejercidos por estos agentes parece haber sido exagerado. Esto se debe en parte a la hostilidad de fuentes posteriores y la disposición de algunos de ellos a culpar de los fracasos del reinado de León a sus supuestos subordinados todopoderosos.
El bizantinista Shaun Tougher señala que su ascenso gradual y caída abrupta ilustra que, muy en conformidad con su imagen tradicional de emperador débil y fácilmente dominado, León tenía el control: fue su patrocinio y apoyo consciente lo que dio a tales hombres un gran poder, lo que desapareció cuando fueron despojados de su autoridad. Su papel como «jefe de seguridad» de León, una opinión adoptada por algunos académicos (en su mayoría Romilly Jenkins) ha sido muy cuestionada por Tougher, ya que se basa principalmente en evidencia literaria circunstancial de una hagiografía posterior y claramente hostil.